# Porta el teu sistema operatiu
Bring your own operating system (BYOOS) es refereix la pràctica de proporcionar ordinadors, normalment sense discs interns instal·lats, de manera que els usuaris poden portar el seu propi sistema operatiu (normalment amb un USB) i utilitzar el maquinari subministrat amb el sistema operatiu que ells han escollit.
BYOOS ha estat possible gràcies a la capacitat de crear USB i altres dispositius d'emmagatzematge extern en “viu” que contenen tots els drives necessaris que permeten l'arrencada i el funcionament en qualsevol ordinador compatible.
Des de 1993 Linux té diferents versions de programes d'arrencada. Al 2012, Microsoft Windows 8 Enterprise Edition, va crear Windows to go que permet que el sistema operatiu d'arrencada i l'execusió de funcions es pugui realitzar des de dispositus d'emmagatgematge massiu com USSB, permeten així que BYOOS, de la familia Window sigui similar als CD/DVD de Linux.
El fet que els usuaris puguin portar el seu sistema operatiu, dona lloc a un estalvi significatiu de costos per les organitzacions que normalment tenen molts usuaris i es veuen obligats a proporcionar-los equips informàtics que els permetin fer tasques específiques, ja que gràcies a aquest projecte ja no existeix la necessitat d'instal·lar un disc dur a cada ordinador. L'actualització i el manteniment de molts ordinadors s'ha convertit en una tasca fàcil, ja que les empreses només han de subministrar als usuaris USB amb els drives d'arrencada de cada sistema operatiu, enlloc d'haver d'actualitzar cada ordinador amb l'última versió del sistema operatiu, així doncs s'eleminen els costos d'actualització.
A mesura que els usuaris poden agafar els USB amb els drives corresponennts a la versió del sistema operatiu amb el qual ells volen treballar, els permet treballar amb el seu ordinador on vulguin, ja sigui a casa o la seva oficina per exemple, ja que el llapis USB té exactament el mateix programari que l'ordinador de la seva oficina.
La introducció de l'emmagatzematge basat en la computació núvol, vol dir que els sistemes operatius portàtils estan lliure de la necessitat d'emmagatzemar dades localment. La desgregació de les dades de les aplicacions d'oficina i altres dades d'usuaris han estat la clau de la creació del mètode BYOOS.